# Christopher Nguyen
Christopher Nguyen (* 13. Januar 1988 in Dieburg) ist ein deutscher Fußballspieler vietnamesischer Abstammung auf der Position eines Stürmers.

## Karriere
Nguyen begann 2008 beim SV Darmstadt 98 seine aktive Laufbahn in der Regionalliga Süd. Ein Jahr später wechselte er zu Darmstadts Ligakonkurrenten dem Karlsruher SC II. Am 13. September 2010 gab Nguyen sein Zweitligadebüt in der ersten Mannschaft des KSC gegen Energie Cottbus. Zuvor wurde er schon in einem DFB-Pokalspiel gegen den FC Ingolstadt eingesetzt. Zum Ende der Saison 2010/11 musste Nguyen den Verein verlassen.
Im August 2011 unterschrieb Nguyen beim KSV Hessen Kassel einen Vertrag bis zum 30. Juni 2012 und gab am 14. August 2011 unter Trainer Christian Hock im Spiel gegen den FC Bayern Alzenau sein Debüt. Dort blieb er nur ein Jahr. Im Juli 2012 wechselte er zum 1. FC Eschborn. Im Januar 2014 wechselte er für ein halbes Jahr zu Rot-Weiß Darmstadt, kehrte zum Saisonwechsel aber nach Eschborn zurück. Zur Saison 2015/16 kehrte Nguyen nach Darmstadt zurück.